# 梅連基
55°20′N 41°38′E / 55.333°N 41.633°E
梅連基（俄语：Ме́ленки）是俄羅斯弗拉基米爾州東南部的一個城市、梅連基區行政中心，距弗拉基米爾東南180公里、穆羅姆以西39公里。2002年人口16,344人。
1778年設市。